# Länderabitur
Das Konzept des Länderabiturs sieht vor, über gemeinsame Aufgaben in bestimmten Fächern oder Kooperationen zwischen einzelnen deutschen Ländern schrittweise eine gemeinsame schulische Reifeprüfung zu entwickeln. Dadurch soll die Akzeptanz des Bildungsföderalismus gestärkt und eine bessere Vergleichbarkeit der Abiturprüfungen ermöglicht werden.

## Entstehungsgeschichte
Die Idee basiert auf einem Vorstoß aus den deutschen Ländern. Im Frühjahr 2011 begründeten die Kultusminister Mecklenburg-Vorpommerns und Sachsens, Henry Tesch und Roland Wöller, sowie ihr Kollege aus Bayern, Ludwig Spaenle, den Vorstoß damit, dass das Grundrecht auf Bildung in einer immer mobiler werdenden Gesellschaft gewahrt bleiben müsse. Gleichzeitig gelte es aber an dem im Grundgesetz verankerten Prinzip „Bildung ist Ländersache“ nach Art. 30 GG festzuhalten. Zustimmung kam auch aus der SPD. So begrüßte Ties Rabe, schulpolitischer Sprecher der SPD-Bürgerschaftsfraktion in Hamburg, die Initiative als „Schritt in die richtige Richtung“.
Das Konzept eines Länderabiturs ist Bestandteil des CDU-Leitantrags mit dem Titel „Bildungsrepublik Deutschland“, der auf dem Parteitag im November 2011 in Leipzig verabschiedet werden sollte.
Die konkrete Umsetzung des Länderabiturs könnte nur per Staatsvertrag erfolgen. Auf Vorschlag der SPD-geführten Länder beauftragte die Kultusministerkonferenz bereits 2007 das eigens für die Entwicklung von Vergleichsarbeiten eingerichtete Institut zur Qualitätsentwicklung im Bildungswesen damit, wissenschaftlich geprüfte Standards vorzulegen, die spätestens im Schuljahr 2013/14 mittels gemeinsamer Aufgabenpools in die Schulpraxis überführt werden sollten.
Sechs Länder machten 2014 den Anfang und gliederten gemeinsame Aufgabenteile in ihre Zentralabiturprüfungen ein, zwei Jahre später waren es acht Länder. 2018 stieg im Fach Mathematik die Anzahl der Länder, die sich eines gemeinsamen Aufgabenpools bedienten, auf 15.

## Kritik
Die gegenseitige Anerkennung der länderspezifischen Schulabschlüsse in Deutschland wird bisher durch das Hamburger Abkommen vom Oktober 1964 garantiert. Nach dem Prinzip des Föderalismus ist Bildung, und damit die Gestaltung der Abituraufgaben, ausschließlich Angelegenheit der einzelnen Länder. Die Hinnahme eines länderübergreifenden Abiturs beschneidet den Freiraum der einzelnen Kultusministerien.